# Medienkritik (Medienpädagogik)
Medienkritik ist ein  Aufgabengebiet der Medienpädagogik, kann jedoch keineswegs auf den pädagogischen Bereich begrenzt werden. Hans-Dieter Kübler unterscheidet folgende Felder der Medienkritik: publizistisch-professionelle Medienkritik; institutionelle, routinierte Medienkritik bzw. Medienkontrolle; alltägliche Medienkritik; pädagogische Medienkritik.
In der pädagogischen Medienkritik geht es zum einen darum, problematische technologische und ökonomische, kommunikativ-kulturelle und politische Medienentwicklungen in Kontexten pädagogischen Handelns zu thematisieren, zu analysieren und sich ein qualitätsbezogenes Strukturwissen über Medien anzueignen. Pädagogische Medienkritik intendiert zugleich die selbstreflexive Auseinandersetzung mit der eigenen Mediennutzung sowie die ethische Reflexion im Sinne eines sozial verantwortlichen Medienhandelns in der Gesellschaft.

## Historische Grundrichtungen
In historischer Perspektive können folgende Grundrichtungen einer pädagogisch motivierten Medienkritik unterschieden werden:
- Die bewahrpädagogische Kritik von Medien ist wesentlicher Teil einer bewahrpädagogischen Medienpädagogik.  Ziel ist es vor allem, die Heranwachsenden vor den befürchteten negativen medialen Einflüssen zu bewahren und zu schützen.  Die bewahrpädagogische Medienkritik stand bis in die späten 1960er Jahre im Vordergrund und erfährt insbesondere bei einschneidenden technologischen Medieninnovationen immer wieder einen Aufschwung.[4]
- Die kritische Auseinandersetzung mit der „Kulturindustrie“ in den 1960er und 1970er Jahren förderte auch in der Pädagogik eine Medienkritik als Gesellschaftskritik. Es stand nicht mehr das Bewahren im Fokus, sondern die aktive und kritische Auseinandersetzung mit gesellschaftlich-medialen Herrschaftsverhältnissen („Massenbetrug“, „Manipulation“) in Verbindung mit der Förderung eines kritisch-emanzipatorischen Denkens. Die Schwächen dieses Ansatzes zeigten sich vor allem in medienzentrierten Wirkungsanalysen und einer Praxisferne zum Medienerleben von Kindern und Jugendlichen.
- Pädagogische Medienkritik machte im Kontext einer handlungsorientierten Medienpädagogik seit den 1980er/1990er Jahren einen entscheidenden Schritt, um sich mit Kindern, Jugendlichen und Erwachsenen alltags- und praxisnah mit problematischen Medienentwicklungen auseinanderzusetzen und im Kontext aktiver Medienarbeit Medienkompetenz zu fördern. Mit diesem Ansatz hat pädagogische Medienkritik die Chance, die Reflexion von Medienhandeln und die Aneignung eines medienkritischen Wissens über ein handlungsbezogenes, vertieftes Verständnis medialer Ausdrucksmöglichkeiten und das Herstellen eigener Öffentlichkeiten zu selbst gewählten Themen zu fördern.

## Medienkritik und Digitalisierung
In Zusammenhang mit der Digitalisierung entstanden neue Herausforderungen, Problemfelder und Aufgaben für die pädagogische Medienkritik. Der Sammelband „Medienkritik im digitalen Zeitalter“ (Horst Niesyto/Heinz Moser 2018), der auf ein gleichnamiges Symposium zurückgeht, stellt unterschiedliche Konzepte pädagogischer Medienkritik vor. Diese Konzepte reichen von entwicklungsorientierten, sozial-ästhetischen über technikkritischen bis hin zu system-, diskurs- und machttheoretischen Überlegungen. Themen, die in Zusammenhang mit pädagogischer Medienkritik u. a. wichtig sind: Big Data und Datenkritik, Filterblasen und Social Bots, digitaler Kapitalismus und Kommerzialisierung von Lebenswelten, Künstliche Intelligenz und deep learning, Medienkritik und Werteerziehung, Medienkritik und Medienethik, Medienkritik als Teil politisch-kultureller Bildung, Digital Citizenship, Kritik als Cultural Hacking, Medienkritik und Genderaspekte, Makerspace-Projekte zum besseren Verständnis und zur Reflexion von algorithmischen Prozessen.
Medienpädagogik setzt in pädagogischen Handlungsfeldern auf alltags- und praxisnahe Konzepte, die medienkritische Reflexionen auch aus dem Modus der Produktion und der praktischen Auseinandersetzung mit Medien heraus befördern, z. B. das Erstellen von Film- und Computerspielkritiken, Wahrnehmungsbildung in selbst erstellten Medienproduktionen, Quellenkritik und Kontextualisierung von Informationen, Datenkritik und informationelle Selbstbestimmung bei Selbstdarstellungen im Netz, Workshops zu Datenschutz und Cybermobbing.
In der Förderung von Kompetenzen zur Medienkritik sind insbesondere alters- und milieubezogene Unterschiede zu beachten. So unterscheiden Sonja Ganguin und Uwe Sander verschiedene Entwicklungsphasen: die Aneignungsphase, die Kritische Phase und die Reifungsphase. Auch der handlungs- und entwicklungsorientierte Ansatz von Gerhard Tulodziecki und Silke Grafe betont Entwicklungsphasen in Anlehnung an Stufenmodelle zur kognitiven und zur sozial-moralischen Entwicklung von Piaget und Kohlberg. Andere Autoren weisen auf die Relevanz emotionaler und sozial-ästhetischer Dimensionen sowie soziokultureller Spezifika bei der Reflexion von Medienhandeln hin. Unter Bezug auf Konzepte zu Digital Citizenship entwickelt Heinz Moser die Dimensionen Analyse, Reflexion und Handeln als Perspektive für ein kritisches Erkunden und Bewerten digitaler Medienentwicklungen.
Auch stellen sich Fragen nach einem sich ändernden Gegenstandsbereich pädagogischer Medienkritik auf dem Hintergrund des digitalen Wandels (u. a. neue Öffentlichkeitsstrukturen, Technikkritik), nach der Entwicklung und Begründung von normativen Kriterien für Medienkritik in pädagogischen Kontexten und nach Ansatzpunkten für die Reformulierung einer kritischen Medien- und Gesellschaftsanalyse (Stichworte: Enthumanisierung durch Digitalisierungsprozesse, digitale Daten und Datenkritik, digitaler Kapitalismus).
In der medienpädagogischen Forschung gibt es einzelne empirische Studien zur Medienkritikfähigkeit von Jugendlichen und zu Formen der exzessiven Nutzung des Internets durch Jugendliche. Mit Blick auf die pädagogische Praxis stellt sich u. a. die Aufgabe der empirischen Untersuchung von pädagogischen Aktivitäten zum Thema Medienkritik in verschiedenen Handlungsfeldern. Hier steht die Forschung noch weitgehend am Anfang.
Die pädagogische Medienkritik bezieht sich auch auf verschiedene Nachbardisziplinen, insbesondere die Medienwissenschaft, die Kommunikationswissenschaft, die Medienethik, die Medien- und Techniksoziologie und die Medienpsychologie. Zugleich betont die pädagogische Medienkritik, dass im politischen Raum strukturelle Rahmenbedingungen deutlich zu verbessern sind. Dazu gehören u. a. weitere gesetzliche Regelungen in den Bereichen Datenschutz und informationelle Selbstbestimmung, um gegen den massiven Datenmissbrauch vorzugehen. Für eine breitenwirksame und nachhaltige Förderung von Medienkritik und Medienkompetenz in pädagogischen Handlungsfeldern sind infrastrukturelle Maßnahmen auf Bundes-, Länder- und Hochschulebene erheblich auszubauen, um medienpädagogisches Fachpersonal auszubilden und eine Grundbildung Medien von allen pädagogischen Fachkräften zu gewährleisten.

## Grundlagenliteratur
- Sonja Ganguin, Uwe Sander: Zur Entwicklung von Medienkritik. In: Friederike von Gross, Dorothee M. Meister, Uwe Sander (Hrsg.): Medienpädagogik – ein Überblick. Beltz Juventa, Weinheim und Basel 2015, S. 229–246.
- Horst Niesyto: Medienkritik. In: Bernd Schorb, Anja Hartung-Griemberg, Christine Dallmann (Hrsg.): Grundbegriffe Medienpädagogik. Kopaed, München 2017, S. 266–272.
- Horst Niesyto, Heinz Moser (Hrsg.): Medienkritik im digitalen Zeitalter. Schriftenreihe Medienpädagogik interdisziplinär, Band 11. Kopaed, München 2018.